# Ammothella pilosa
Ammothella pilosa is een zeespin uit de familie Ammotheidae. De soort behoort tot het geslacht Ammothella. Ammothella pilosa werd in 1961 voor het eerst wetenschappelijk beschreven door Losina-Losinsky. 